# Garnatxa

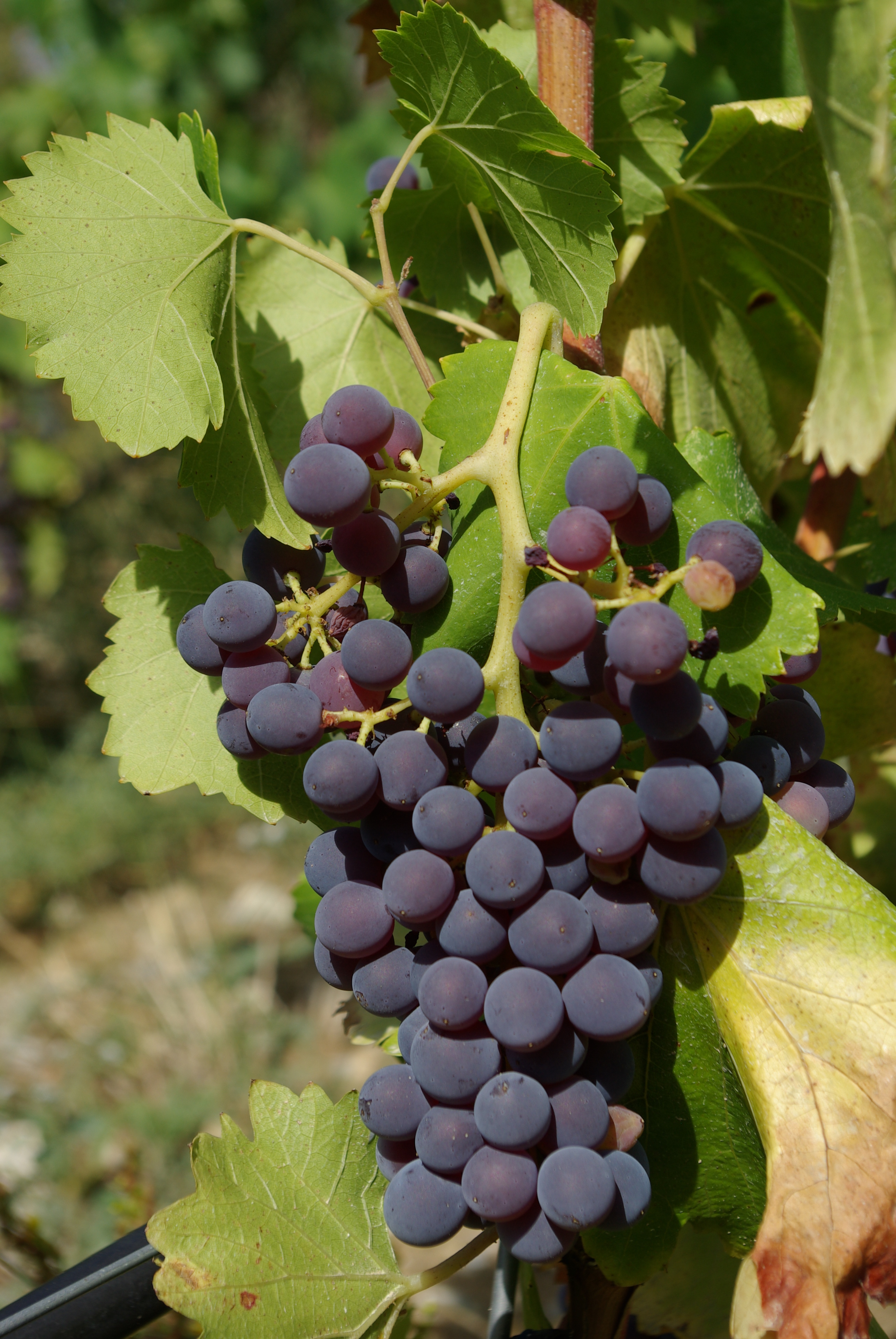
Garnatxa negra

La garnatxa és una varietat de cep negra que dona un raïm de taula i vinífer. Els gotims són compactes i el gra és ovalat, dolç i de color morat.
És sensible a les humitats i a les boires de primavera, però s'adapta bé en zones assolellades, airejades i no gaire altes. És la varietat mediterrània més cultivada arreu del món, utilitzada pràcticament a totes les denominacions d'origen de Catalunya, inclosa la Catalunya del Nord, i a Requena.
El nom procedeix de Vernazza, població de la Ligúria. L'origen és incert. Podria ser de l'Aragó i de fet a La Rioja es coneix com a tinta aragonesa. A Sardenya es discuteix si la garnatxa va ser introduïda pels catalans o si la garnatxa catalana deriva d'una varietat prèvia de l'illa. Altres noms són: garnatxo o garnatjo al Maresme i la Catalunya del Nord, gironet a la Marina Alta, lledoner a l'Empordà, granatxa al Priorat, vernatxa al Maestrat i Terres de l'Ebre, negrella a València, canonau a l'Alguer, cannonau en sard, i grenache a França, Califòrnia i Austràlia. També s'anomena garnatxa negra o garnatxa del país quan cal distingir-la de les altres varietats:
- Garnatxa blanca o alacantí.
- Garnatxa tintera o alacant.
- Garnatxa peluda.
- Garnatxa roja o lledoner roig.

Una varietat que deriva possiblement de l'adaptació de la garnatxa a l'illa de Mallorca és el manto negre, cultivat sobretot a la DO Binissalem. La garnatxa negra presenta el mateix grau d'acidesa que la garnatxa blanca i la garnatxa roja.
El vi varietal de garnatxa, negre o rosat, té entre 15º i 16º d'alcohol, té poc color, amb cos i poc àcid. S'oxida amb facilitat. Destaquen els vins de qualitat elaborats en cupatge amb garnatxa a la DOQ Priorat.
Es coneix també com vi garnatxa un vi de licor tradicional que es produeix ajuntant part de most de raïm sobremadurat i fermentat i part de most no fermentat o mistela de garnatxa. Resulta un vi dolç natural amb una aroma primària de confitures i espècies i un grau alcohòlic volumètric adquirit entre 14% vol i 20% vol. Destaquen els vins AOC Banyuls Grand Cru i el Garnatxa d'Empordà.